# Chireta
La chireta (en el Pirineo aragonés) o girella (en el Pirineo catalán) es un embutido típico de la cocina montañesa de Aragón, propio de la cultura rural que lo aprovechaba todo. Consiste en la tripa limpia del cordero cortada, rellenada con arroz condimentado, pulmón y corazón de este animal, luego se cose y se hierve en caldo. También se hacen chiretas de oveja y de cabrito. Las de oveja necesitan una cocción más larga. Como cualquier plato, las chiretas tienen variaciones de preparación y elaboración. 
La manera tradicional de cocerse es en agua o caldo. Se suelen servir calientes justo tras la cocción y sin otra elaboración o acompañamiento aunque una forma más moderna de presentarse consiste en posteriormente, una vez enfriadas, cortarlas en rodajas y cocinarlas a la parrilla o rebozarlas.

## Etimología
La palabra chireta significa en aragonés «piel vuelta», del verbo chirar «girar, darle la vuelta». El nombre catalán tiene el mismo origen. 

## Origen
Sacrificar un cordero para fechas especiales como las fiestas mayores y menores, las bodas, los bautizos, etc...era una tradición antigua en el Pirineo y no se debía desaprovechar nada. Uno de los productos derivados de ese sacrificio era la chireta, que ya aparece nombrada en textos del siglo XV. Es un plato típico y popular, con sabor rústico del Alto Aragón, particularmente de las comarcas de Ribagorza, Sobrarbe y Somontano de Barbastro. En las comarcas catalanas de la Alta Ribagorza y los dos Pallars (Yuso y Suso), la chireta es conocida como gireta o girella, respectivamente.   

## Preparación

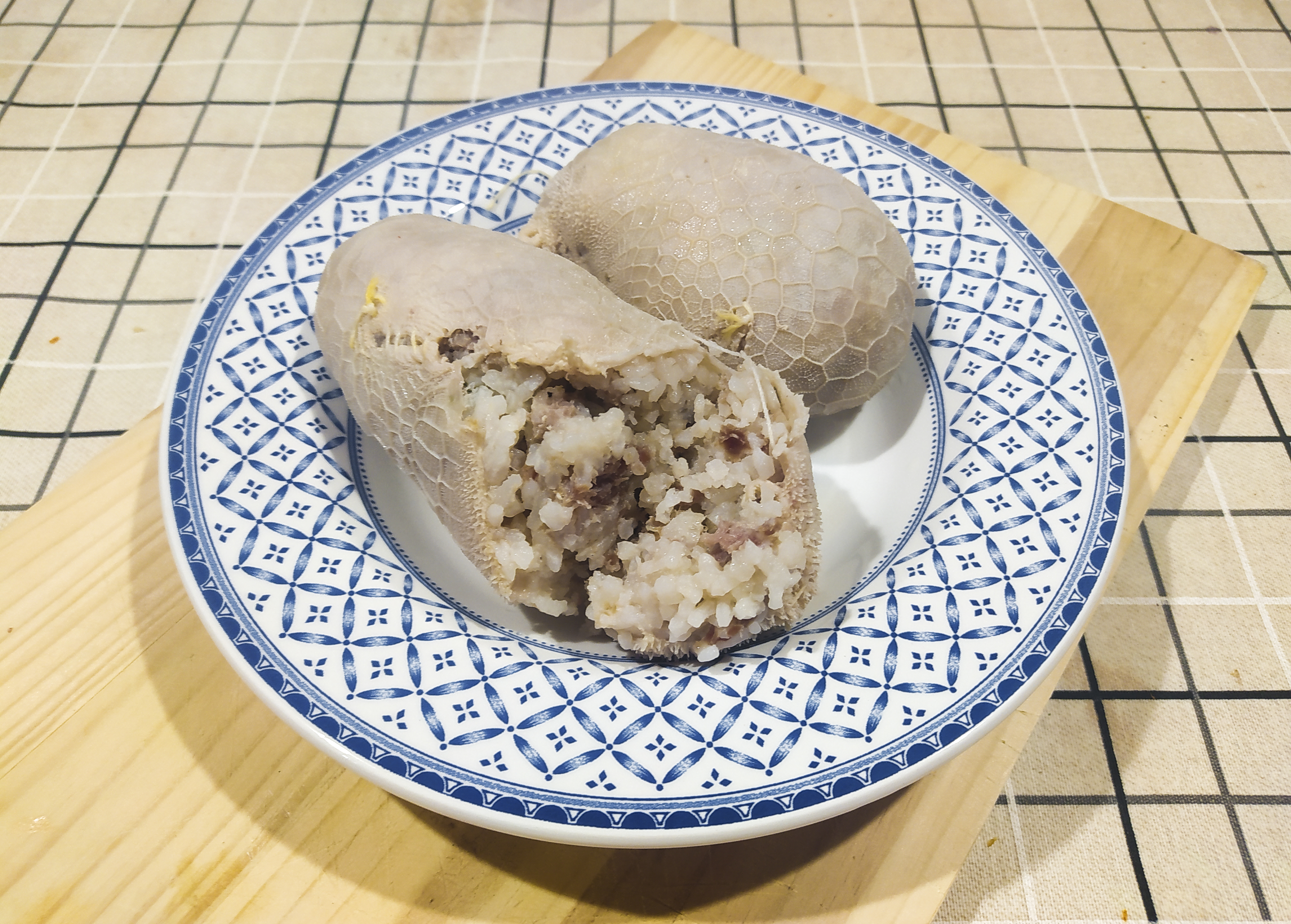
Chireta abierta

Una vez que se ha realizado el sacrificio del cordero, se utilizan los intestinos (bodilios en aragonés), la tripa, el corazón y los pulmones (libianos en aragonés) y el entrevivo (membrana que rodea la tripa). Luego se prepara un relleno llamado brodio en aragonés a base de arroz redondo, corazón, pulmón, tela entrevivo y especias (esencialmente perejil, ajo, un poco de canela, sal y pimienta blanca o negra). En Somontano y otros lugares, se añade pimentón rojo. Este brodio básico, según guste, se puede enriquecer con panceta picada o tocino, jamón serrano y cuello de cordero. 
Tras vaciarla de su contenido, la tripa se limpia con mucho cuidado con cal. Se debe enjuagar muy bien. Es un proceso delicado y laborioso que no debe demorarse ya que la tripa sucia tiende a estropearse en pocas horas. Se utiliza un palito muy fino llamado chirador para dar vuelta a los intestinos. Una vez limpia, se deja en agua con vinagre (blanco o tinto). Se corta en trozos pequeños, aunque el tamaño de éstos dependerá de la costumbre de cada lugar. Los pulmones y el corazón se escaldan y una vez templados, se cortan en trozos menudos con tijeras. 
Los trozos recortados de la tripa se extienden sobre una mesa y en cada uno se pone del brodio. Cada trozo se cose con hilo blanco con punto de sobrehilado. Antaño, se cosían también con intestinos cortados longitudinalmente en forma de hilo. Otra manera de coser las chiretas es primero coser los trozos sin el relleno en forma de saquitos, dejando una abertura para acto seguido rellenarla. No deben estar muy llenas pues el arroz se expande al cocer. También hay costumbre de pincharlas con una aguja para que se vaya el aire. Luego, se ponen en una cazuela honda con agua fría, a la cual se le puede añadir verduras de caldo con algún trozo de jamón, sal, canela y pimienta. Una vez que hierve, se baja el fuego a media potencia y finalmente, en una hora, están listas. Las chiretas de tripa fina se hacen antes.
Las mujeres eran las que llevaban a cabo toda la elaboración de este plato tradicional pirenaico. 

## Servir
Se cuecen y se sirven inmediatamente, calientes, sin ningún acompañamiento. Una vez frías, se puede recalentar o cortar en rodaja y rebozarlas. Las chiretas crudas pueden congelarse. También puede cocinarse un potaje de garbanzos a la montañesa con chiretas y ciertos restaurantes revisitan este plato tradicional. Hoy en día, se encuentran chiretas en las tiendas envasadas al vacío. En muchas carnicerías de las comarcas pirenaicas se pueden encargar para catar este manjar tan apreciado y peculiar por estos lares. En los restaurantes también pueden servirlas por encargo.

## Cultura
Las chiretas eran, exclusivamente, un plato de fiesta que nunca faltaba en cualquier mesa, en fechas señaladas de los pueblos donde se elaboran. Sigue siéndolo aunque ahora se pueden catar en cualquier temporada. 
Tanto en Escalona (municipio de Puértolas, Sobrarbe) como en Pozán de Vero (cerca de Barbastro) se da el «Festival de la Chireta». En Escalona, se celebra a finales de diciembre desde 2008. En Pozán de Vero, se celebra desde 2002, alrededor del tercer fin de semana de octubre. Ese mismo año, se logró un Récord Guinness por la más larga y más pesada chireta en el mundo: 103,75 metros de largo, pesando un total de 220 kg. Asimismo tienen fama las chiretas de Pozán de Vero donde las fiestas giran en torno a este plato.
Durante el verano de 2021 se crea el Club de la Chireta en el municipio de Laluenga, comarca del Somontano, una docena de laluenganos deseosos de disfrutar y dar a conocer este manjar aragonés. 
En Escocia, también tienen un plato similar llamado haggis. A diferencia de las chiretas, rellenan la tripa entera, especialmente el estómago.
Otros países también tienen recetas de tripas rellenas a base de arroz como Bolivia o los países árabes como Libia aunque la tripa parece ser de vaca.
El escritor Ildefonso García-Serena, nacido en Buenos Aires pero hijo de padres aragoneses republicanos, escribió un libro de relatos locales de Barbastro llamado Elogio a la chireta.